# Hemiodus immaculatus
Hemiodus immaculatus és una espècie de peix de la família dels hemiodòntids i de l'ordre dels caraciformes.

## Morfologia
- Els mascles poden assolir 24,7 cm de longitud total.[4][5]

## Reproducció
És ovípar.

## Hàbitat
És un peix d'aigua dolça i de clima tropical.

## Distribució geogràfica
Es troba a Sud-amèrica: conques dels rius Japurá,  Negro, Preto da Eva, Trombetas, Tapajós, Canumã, Jutai i Orinoco.